# Hamilton (Victoria)
Hamilton è una città situata a sud-ovest dello Stato della Vittoria, in Australia, a sud di Horsham e a nord delle città costiere di Portland e di Port Fairy. Si trova immersa attorno a una serie di parchi, giardini e aree ricreative con i suoi quattro ettari di giardini botanici, istituiti nel 1870, che presentano una notevole collezione di pini e querce. Inoltre, vanno inclusi i 221 ettari del «Community Parklands», situati all'estremità settentrionale della città, che sono un'importante risorsa sia ludico-ricreativa che di preservazione dell'ambiente autoctono ed includono pure un complesso sportivo, laghi e campi di fiori selvatici nativi.
Il lago Hamilton fu creata nel 1977 tramite la diga del Grange Burn, nelle vicinanze del Sir Reginald Ansett Transport Museum, situato in uno degli hangar originali dell'ex omonima compagnia aerea.

## Curiosità
Essa si trova a 294 chilometri a ovest da Melbourne.
Al censimento del 2021 contava 10.346 abitanti.
A sud di Hamilton, sulla strada per Port Fairy, si trova il «Mount Napier State Park» che presenta il cono vulcanico del Monte Napier (400 m), il vulcano più giovane che fu un tempo attivo nello stato del Victoria.